# Enargia fissipuncta
Enargia fissipuncta là một loài bướm đêm trong họ Noctuidae.